# عملية الشريان الأبهر المفتوح

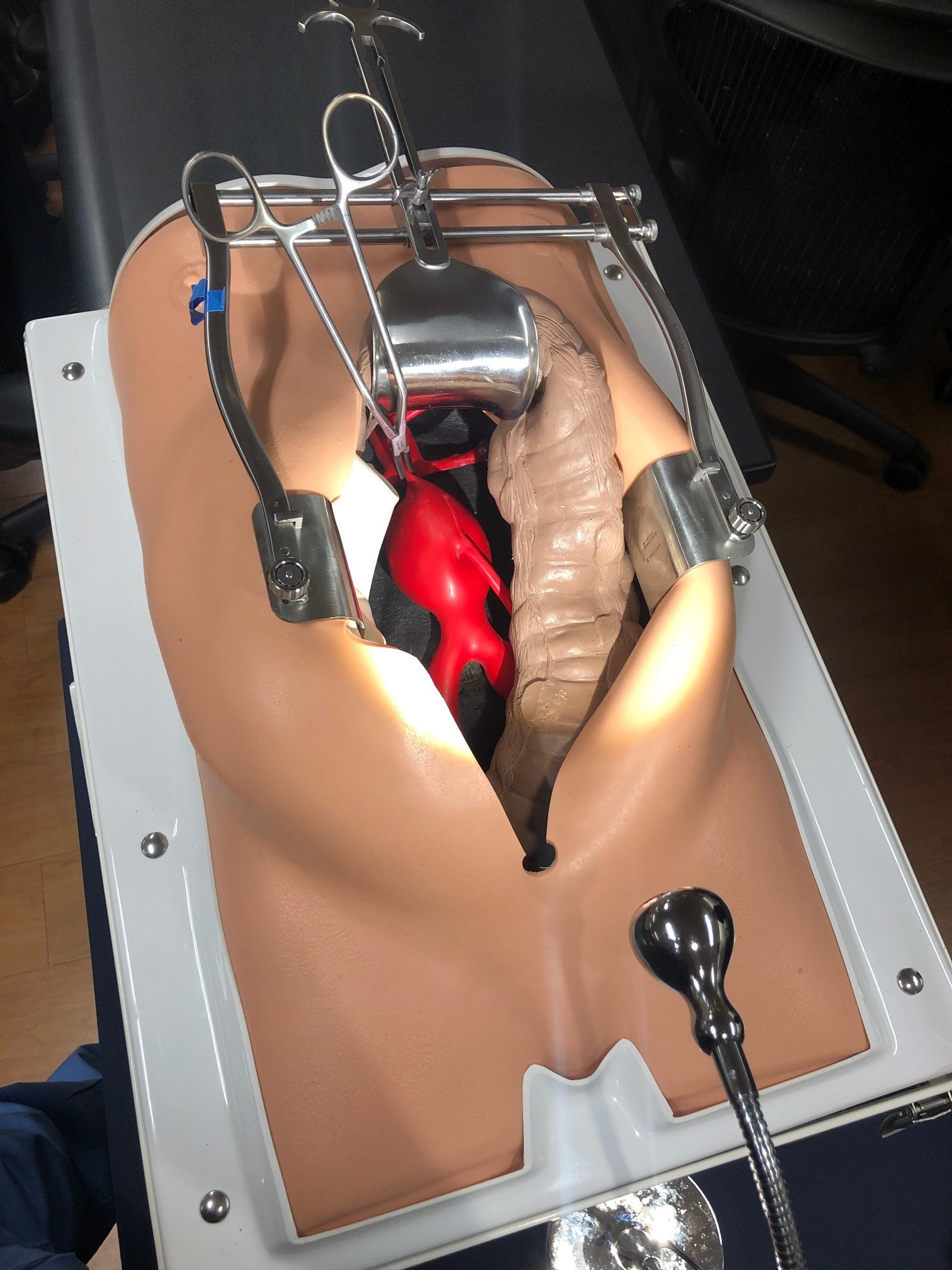

عملية الشريان الأبهر المفتوح هي عبارة عن طريقة التي يتم فيها عمل شق في منطقة البطن أو خلف الصفاق ويتم التحكم بالشريان الابهر لاسباب الإصلاح. عملية الشريان الأبهر المفتوح تستخدم لعلاج تمدد الأوعية الدموية للشريان الأبهر في منطقتي البطن والصدر، و تسلخ الشريان الابهر، و متلازمة الشريان الأبهر الحادة، والتمزقات في الشريان الأبهر. في عام 2003، أصبحت عملية الشريان الأبهر المفتوح أكثر العمليات المستخدمة في إصلاح تمدد الأوعية الدموية للشريان الأبهر لمنطقة البطن في الولايات المتحدة الأمريكية. في عملية الشريان الأبهر المفتوح لعلاج تمدد الأوعية الدموية للشريان الأبهر في منطقة البطن يتم تطعيم الانتفاخ الغير طبيعي في جدار الشريان (أم الدم الأبهرية) بمواد مصنوعة من الداكرون أو بولي تترافلوروإيثيلين.
عملية الشريان الأبهر المفتوح تختلف عن عملية إصلاح صمام القلب و عملية استبدال صمام الشريان الأبهر، فهي تعبر عن جراحة في الشريان نفسه وليس في أحد صمامات القلب. أمراض صمام الشريان الأبهر و جذره والشريان الأبهر الصاعد يتم معالجتها باستخدام عملية بنتل.

## الاستخدامات
عملية الشريان الأبهر المفتوح تستخدم لعلاج المرضى الذين تتمدد الأوعية الدموية الأبهرية لديهم في قطرهم بما يزيد عن 5.5 سم، لعلاج تمزق الأبهر بسبب تمدد الأوعية الدموية لأي حجم، لعلاج حالات تسلخ الأبهر، ولعلاج متلازمة الشريان الأبهر الحاد. هذه العملية تستخدم لعلاج تمدد الأوعية الدموية تحت الكلوية بالإضافة إلى تمدد الأوعية الدموية المجاورة و الموازية للكلى و تمدد الأوعية الصدرية البطنية، بالإضافة إلى أمراض الأبهر الغير أم دمية. مرض الشريان القريب من الشريان تحت الترقوة الأيسر هو المؤكد للجراحة القلبية و يعالج عن طريق بعض الإجراءات مثل استبدال جذر الأبهر التي تستقصد الصمام. قبل ظهور إصلاح الأوعية الدموية من الداخل، عملية الشريان الأبهر المفتوح كانت العلاج الجراحي الوحيد لتمدد الوعاء الدموي الأورطي. عملية الشريان الأبهر المفتوح لا زالت مفضلة لدى بعض المؤسسات و بعض المرضى لأنها قد تكون أكثر احتمالاً من استبدال جذر الأبهر التي تستقصد الصمام و لا تتطلب التصوبر الطبقي المحوري بعد العملية.

## الأسباب لتجنبها
التحول بعيداً عن عملية الشريان الأبهر المفتوح نحو جراحة الأوعية من الداخل منذ عام 2003 كان الدافع وراءها معدل وفيات جراحية أسوء مرتبطة بعملية الشريان الأبهر المفتوح، تحديداً لدى المرضى ذوي الحالات الصحية الضعيفة نسبياً. خلافاً لإصلاح الأوعية الدموية من الداخل، لا يوجد موانع تشريحية صارمة للإصلاح المفتوح؛ بدلاً من ذلك، ينظر إلى الإصلاح المفتوح كملاذ أخير للمرضى ذوي التشريح المواتية للتصليح الداخلي للأوعية.

## التقنية

### النهج
يمكن الاقتراب من الشريان الأورطي التحت كلوي عن طريق خط الوسط بجدار البطن أو شق مجاور للناصف، أو عن طريق قرب خلف الصفاق. يتم الاقتراب بجانب الأعضاء الداخلية و الأبهر الصدري عن طريق شق من الجانب الأيسر من الخلف البعيد للصدر تقريباً في الفضاء الوربي التاسع.

### لقط الأبهر التسلسلي
في المراكز الطبية التي يتم فيها عدد كبير من عمليات جراحة الشريان الأبهر المفتوحة، كان أسرع خيار لجراحة الشريان الأبهر المفتوحة لقط الأبهر الستلسلي أو المتتابع أو «اللّقط و الخياطة» حيث تمّ لقط الشريان الأبهر بأقرب و أقصى منطقة من الجزء المصاب، و خياطة في الجزء المتداخل. هذه التقنية تترك أفرع الشريان الأبهري غير مروية خلال فترة الخياطة، قد يزيد من خطر نقص التروية إلى الأجهزة التي تستمد إمدادات الدم الخاصة بهم من القطاع الملتقط من الشريان. منتقدي هذه التقنية يدهون إلى تروية و نضخ الأبهر أثناء العملية. في تمدد الأوعية الدموية في المنطقة أسفل الكلي، فإن قدرة التحمّل النسبية للمنطقة السفلية لنقص التروية تسمح للجراحين لإجراء اللّقط بشكل أقصى مع انخفاض مخاطر تأثير المرض.

### تقنيّات للحد من نقص التروية
يوجد عدد من التقنيات للحفاظ على التروية للأحشاء و الحبل الشّوكي خلال إصلاح تمدد الأوعية الدموية الأبهري في منطقة الصدر و البطن، بما في ذلك التفافة يسار القلب، بالون التروية بدل القسطرة في الشرايين الحشوية، الصّرف الشّوكي الانتقائي و التروية الكلوية الباردة شبه البلوريّة. هناك أدلّة محدودة تدعم هذه التقنية.

### ترتيب التطيم
الشريان الأبهر الموجود بالبطن متصل بالطرف الرئيسي للأنبوب أو الطعم المتشعب بنهايتهما من أجل تقليل التدفق على مكان اتصاله القريب. إذا كان مكان توجد الشريان الأبهر فوق تشعب الشريان حرقفي، يمكن تخيط أنبوب من الطعم على أقصى الشريان الأبهر. إذا أصيب أقصى الشريان الابهر بمرض، يمكن استخدام طعم متشعب بشكل الأبهر الحرقصي أو الأبهر الفخذي. إذا أوعية الإحشاء لها علاقة بجزء الشريان الابهر المصاب، يمكن تخيط طعم متشعب بشكل مباشر لأوعية الإحشاء، أو يمكن إعادة توعية أوعية الأحشاء.

### إعادة بناء الشريان المساريقي الأسفل
بسبب تدفق الدم الجانبي من الشريان المساريقي العلوي عبر الشريان الهامشي، لا يحتاج الشريان المساريقي الأسفل إلى إعادة زراعة ألى طعم الشريان الأبهر عند إصلاح تمدد أوعية الشريان الأبهر الموجودة بالبطن.

## المخاطر/المضاعفات
عملية الشريان الأبهر المفتوح معترف بها على نطاق واسع بوجود معدلات مرضية و وفيات عملية جراحية أعلى من اجراءات الأوعية الداخلية على قطاعات مماثلة من الشريان الأبهر. على سبيل المثال، تمدد الأوعية التحت كلوية، الوفيات المحيطة بالجراحة مع جراعة الأوعية الدموية من الداخل حوالي 0.5% مقابل 3% مع الإصلاح المفتوح.
مخاطرأخرى / مضاعفات في جراحة الشريان الأبهر تعتمد على جزء من الشريان الأورطي المعني، و تشمل الفشل الكلوي، نقص تروية الحبل الشوكي مما يؤدي إلى الشلل والعرج في الأرداف، التهاب المثلث المثاني الدماغي، مما يؤدي إلى نقص تروية الانصمام الحاد في أطرافهم، والعدوى، والنزيف.

## الشفاء بعد عملية الشريان الأبهر المفتوح
الشفاء بعد عملية الشريان الأبهر المفتوح مهم. مباشرة بعد العملية، يتوقع أن يمضي المرضاء 1-3 أيام في وحدة العناية المركزة، و 4-10 أيام في المستشفى. وبعد خروجهم من المستشفى، سوف يحتاجون 3-6 أشهر لكي يسترجعوا كامل طاقتهم و يعودوا إلى أنشطتهم اليومية.